# Llei de beneficis inversos

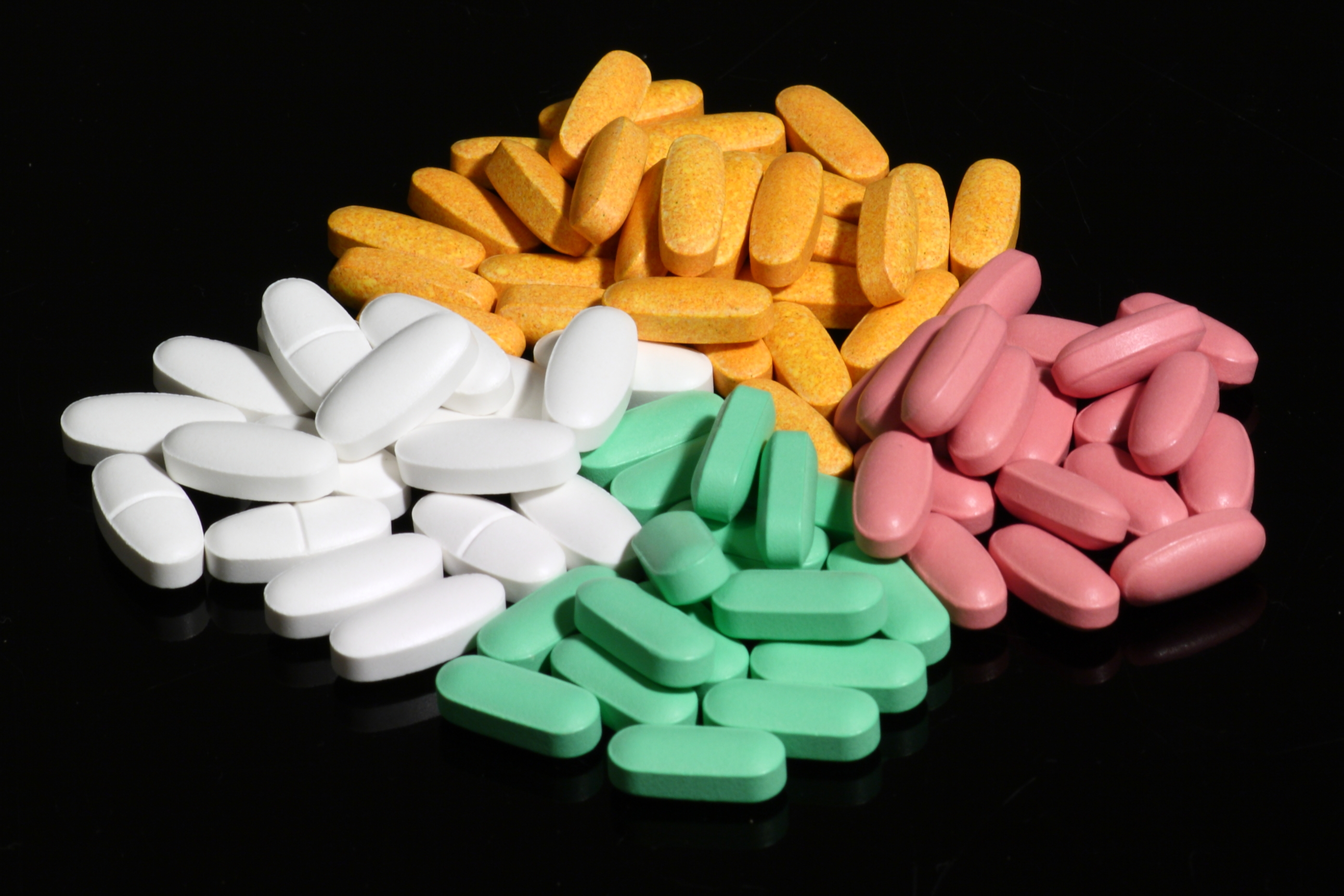
Màrqueting farmacèutic

La Llei de beneficis inversos  diu que la relació entre beneficis i danys d'un nou medicament tendeix a ser invers a l'esforç comercial de màrqueting per promoure la seva introducció. És a dir, a menor qualitat del medicament o a menor seguretat per al pacient, cal més publicitat del medicament.
La Llei de beneficis inversos, enunciada pels nord-americans Howard Brodly i Donald Light, posa en relleu la necessitat d'una investigació comparada de l'efectivitat i d'altres reformes, per millorar la prescripció basada en proves.

## Situació
La llei es manifesta a través de sis estratègies bàsiques de màrqueting:
- La reducció dels llindars per al diagnòstic de la malaltia
- Basar-se en criteris indirectes de valoració
- Exagerar afirmacions de seguretat
- Exagerar les pretensions de eficàcia
- La creació de noves malalties
- Fomentar usos no aprovats

## Conseqüències
S'ha de tenir en compte el greu dany que poden fer els nous medicaments, moltes vegades inesperats. Per això a Worst Pill, Best Pill recomanen deixar passar deu anys abans de prescriure els nous fàrmacs, llevat que siguin novetats "salvadores".
Les agències de medicaments, els comitès d'ètica i les organitzacions de seguretat per als pacients s'han de plantejar:
- L'anàlisi en profunditat dels estudis farmacoterapèutics previs, per descobrir els assaigs clínics que no permeten preveure gravíssims efectes adversos.[5]
- L'intens màrqueting per promoure l'ús de medicaments amb pitjor relació benefici-mal.[6]
- Tenir en compte que el mercat podria ser una força contra el millor ús dels medicaments.[7]

## Vegeu també

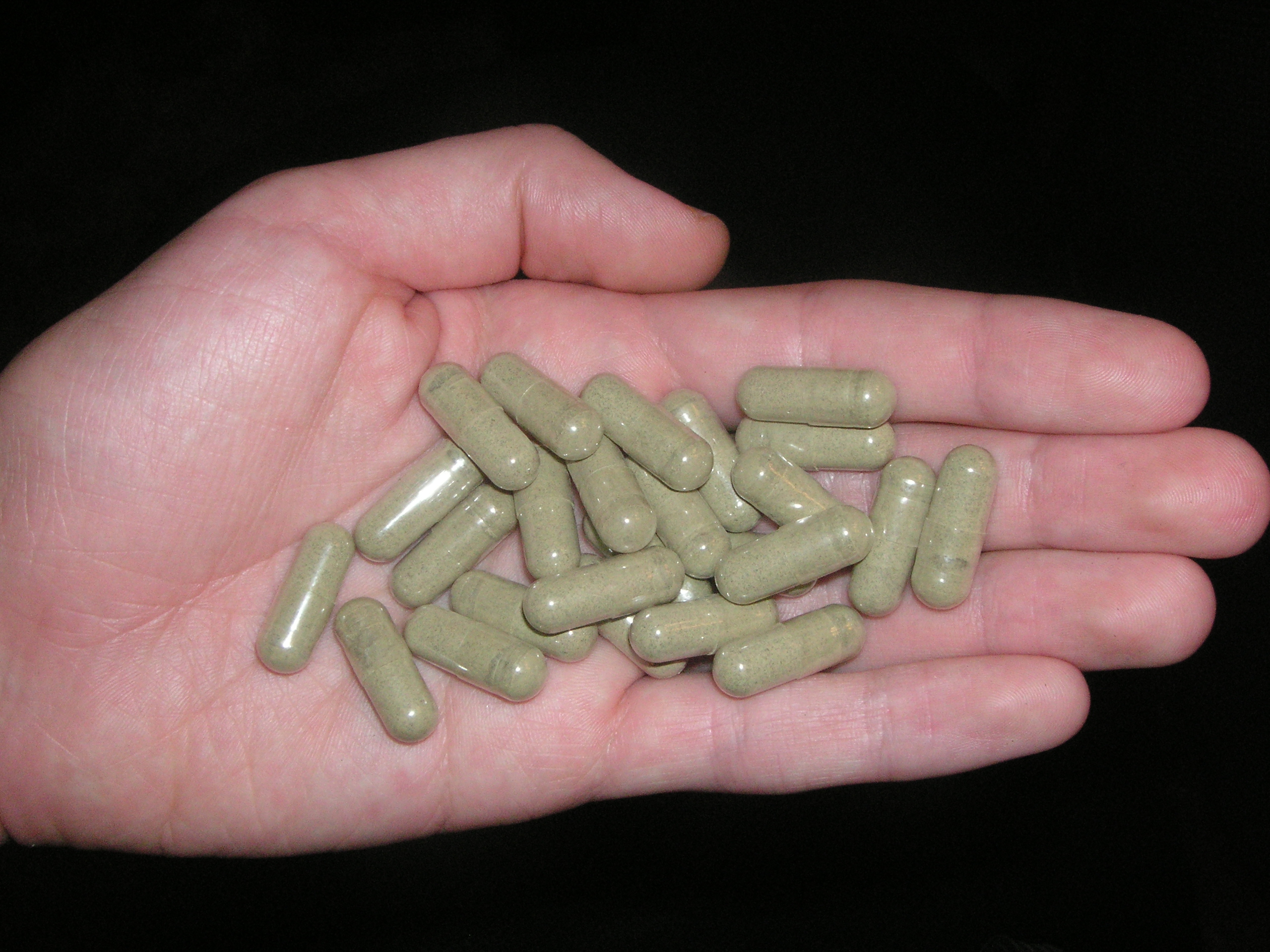
Relació benefici-dany